# جورج إيفان سميث
جورج إيفان سميث (بالإنجليزية: George Ivan Smith)‏ هو دبلوماسي أسترالي، ولد في 1915، وتوفي في 1995.